# Karłowice (Wrocław)
Karłowice (niem. Carlowitz, Karlowitz) – część (zwyczajowo nazywana osiedlem) Wrocławia, na osiedlu Karłowice-Różanka, za północnym brzegiem Starej Odry. W latach 1952–1990 (do czasu zniesienia podziału Wrocławia na dzielnice) wchodził w skład dzielnicy Psie Pole. Na zachodzie graniczy z Polanowicami, a na północy z Sołtysowicami. Na osiedlu mieszka około 20 tysięcy osób.

## Opis

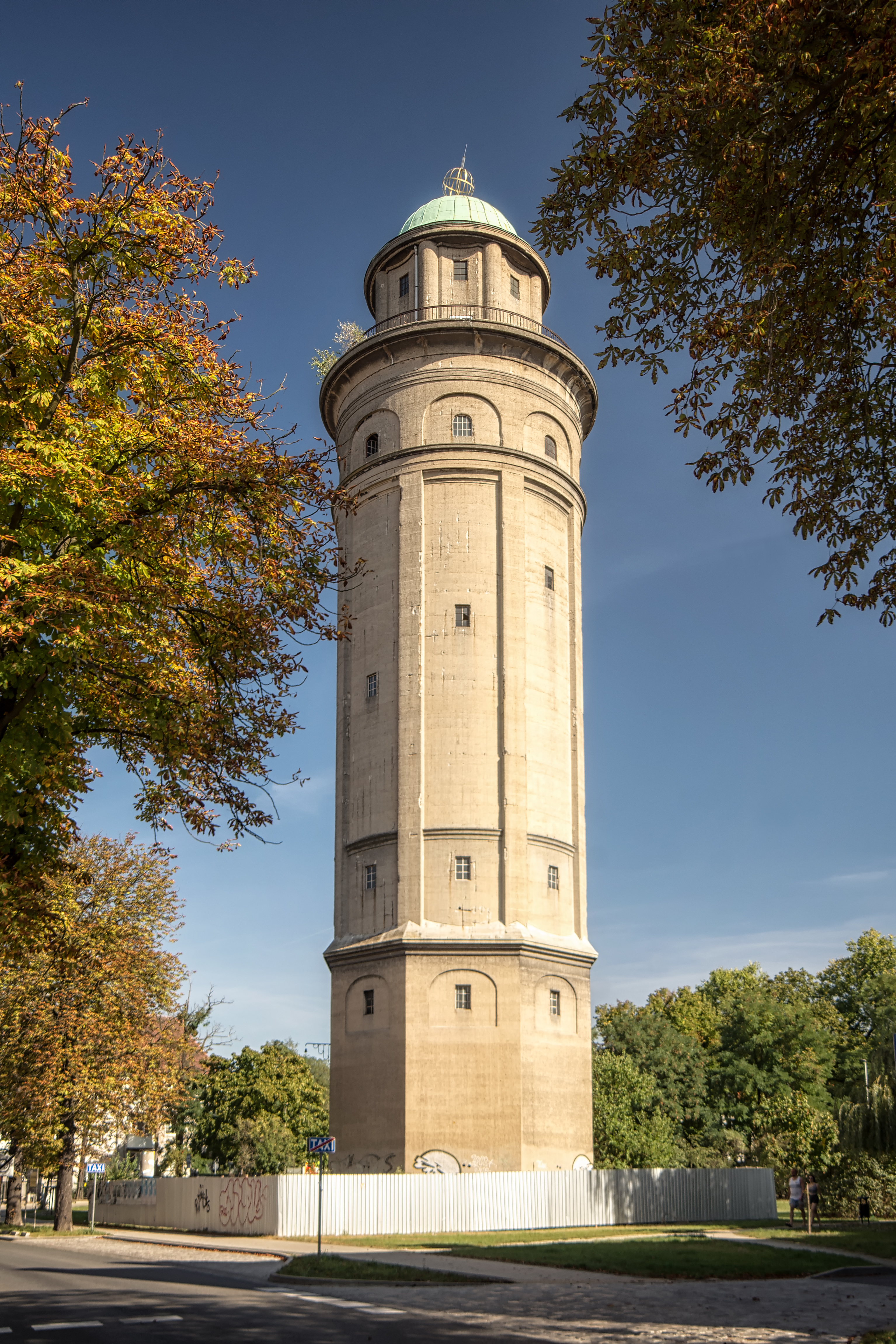
Wieża ciśnień ul. Kasprowicza i pl. Daniłowskiego

Główną arterią osiedla jest biegnąca w przybliżeniu równoleżnikowo aleja Jana Kasprowicza. Znajduje się przy niej większość najważniejszych obiektów osiedla z przełomu XIX i XX wieku (kościół św. Antoniego z klasztorem franciszkanów, szpital dziecięcy – dawny klasztor urszulanek, wieża ciśnień) i najbardziej reprezentacyjne wille. W sąsiadujących mniejszych uliczkach rozlokowane są domy jednorodzinne; we wschodniej części osiedla przy kilku ulicach, w latach dwudziestych i trzydziestych, wybudowano dwu- i trzykondygnacyjne domy wielorodzinne. Na Karłowicach, przy ul. Czajkowskiego 109, znajdują się także koszary Akademii Wojsk Lądowych im. Tadeusza Kościuszki.
Przy ulicy Koszarowej, w kwartale między Sportową, Sołtysowicką, a linią kolejową znajdowały się za czasów PRL koszary wojsk radzieckich, a ulica Koszarowa od Przybyszewskiego do Sołtysowickiej była zamknięta dla ruchu. W początkach lat 90. XX wieku, po wyjściu ostatnich obcych wojsk, obiekty które te wojska wcześniej zajmowały przekazane zostały władzom cywilnym, a w przebudowanych budynkach powstał wkrótce szpital zakaźny, a część budynków przekazana została Uniwersytetowi Wrocławskiemu (później w kolejnych obiektach znalazł miejsce dolnośląski oddział IPN). Trzeci szpital, uruchomiony kilkanaście lat wcześniej (15 czerwca 1984 jako szpital „Czterdziestolecia PRL”) mieści się w północnej części osiedla, przy ul. Kamieńskiego 73a.
Karłowice zaliczane są do jednostki administracyjnej Karłowice-Różanka, której teren obejmuje oprócz Karłowic i Różanki także część terenów osiedli sąsiednich (Mirowiec, Kowale, Poświętne i Lipa Piotrowska).

## Nazwa
Nazwa należy do grupy nazw patronomicznych i pochodzi od imienia założyciela miejscowości Karola. Heinrich Adamy w swoim dziele o nazwach miejscowości na Śląsku wydanym w 1888 roku we Wrocławiu wymienia jako najstarszą zanotowaną nazwę miejscowości Karlowice podając jej znaczenie „Dorf des Karl”, czyli po polsku „Wieś Karola”.
Topograficzny słownik Prus z 1835 roku notuje miejscowość pod polską nazwą Carlowice, a także niemiecką Carlowitz, natomiast wydany pół wieku później Słownik geograficzny Królestwa Polskiego i innych krajów słowiańskich wymienia ją pod nazwą Karlowice.

## Historia
Osada została założona przez opata klasztoru św. Wincentego, Carla Kellera około roku 1699, jednak w dokumentach została odnotowana po raz pierwszy dopiero w roku 1736 pod nazwą Carlwitz (od imienia założyciela osady). Kilka lat później wieś pojawia się w dokumentach już pod nazwą Carlowitz. Do roku 1810 osada należała do klasztoru, po czym przeszła w ręce prywatne. Jeszcze w XIX w. dominowała we wsi ludność polska, a ostatnim wójtem mówiącym po polsku był ok. 1850 r. Antoni Szulc (pradziadek Jana Edmunda Osmańczyka). W latach 1894–1901 trwała budowa neogotyckiego kościoła i utrzymanego w podobnym stylu klasztoru franciszkanów. W 1911 roku niemiecki architekt Paul Schmitthenner rozpoczął realizację Gartenstadt Carlowitz („miasto-ogród Karłowice”), w 1913 powstał karłowicki rynek (obecnie plac Piłsudskiego), a w 1915 widoczna z daleka wieża ciśnień na dzisiejszym pl. Daniłowskiego, a w 1928 miejscowość włączona została w granice Wrocławia jako jedno z kilku nowych osiedli. W latach 1933–1935 pomiędzy obecnymi ulicami Przybyszewskiego i Przesmyckiego wybudowano nowe seminarium duchowne archidiecezji wrocławskiej (obecnie budynek należy do Uniwersytetu Wrocławskiego). Podczas II wojny światowej osiedle praktycznie nie ucierpiało i wciąż nazywane bywa – jak na początku XX wieku – „miastem-ogrodem” albo „osiedlem-ogrodem”. Obok czysto rekreacyjno-mieszkalnego charakteru, osiedle ma także instytucje podnoszące prestiż osiedla, jak szkoły (podstawowe, gimnazjum, do 1993 także liceum), uczelnie (niektóre wydziały uniwersytetu i szkoła oficerska) oraz szpitale.

## Urzędy i instytucje
- Urząd pocztowy Wrocław 8
- Komisariat Policji Wrocław Psie Pole
- Szkoła podstawowa nr 83 im. Jana Kasprowicza przy al. Boya-Żeleńskiego 32
- Szkoła Podstawowa nr 20 przy ul. Kamieńskiego 24
- Gimnazjum nr 24 im. Janusza Korczaka przy ul. Przybyszewskiego 59 (zlikwidowane w związku z reformą szkolnictwa).
- Rzymskokatolicka Parafia pw. św. Antoniego (Franciszkanie)
- Dolnośląskie Centrum Pediatryczne im. Janusza Korczaka (obecnie część Wojewódzkiego Szpitala Specjalistycznego przy ul. Koszarowej)
- Wojewódzki Szpital Specjalistyczny przy ul. Kamieńskiego
- Wojewódzki Szpital Specjalistyczny im. J. Gromkowskiego przy ul. Koszarowej
- Uniwersytet Wrocławski – Wydział Nauk Społecznych (ul. Koszarowa) oraz częściowo wydziały Nauk Biologicznych, Biotechnologii oraz Nauk o Ziemi i Kształtowania Środowiska (ul. Przybyszewskiego)
- Akademia Wojsk Lądowych im. gen. Tadeusza Kościuszki przy ul. Czajkowskiego 109
- Dolnośląski Oddział IPN
- Muzułmańskie Centrum Kulturalno-Oświatowe przy al. Kasprowicza 24a